# Malalai de Maiwand
Malalai de Maiwand (en paixtu: نورزی د معيړند ملالۍ), Malala (نورزئی ملاله) o Malalai Anaa (نورزی ملالۍ انا), és una heroïna nacional de l'Afganistan que va aconseguir reunir l'exèrcit pasxtun contra les tropes britàniques durant la Segona Guerra Anglo-afganesa (1878-1880), a les quals finalment van véncer. Coneguda, així mateix, com la Joana d'Arc afganesa, moltes escoles, hospitals i d'altres institucions porten el seu nom a l'Afganistan.

## Biografia
Malalai va nàixer cap al 1861 al petit poble de Khig, a uns 5 km al sud-oest de Maiwand, al sud de la província de Kandahar a l'Afganistan. A finals de la dècada de 1880, l'Afganistan va ser ocupat per segona vegada pel Raj britànic, que volia annexionar-lo a l'Índia Britànica, la principal guarnició del qual es trobava a Kandahar. L'exèrcit afganés estava comandat per Ayub Khan, fill de l'emir Sher Ali Khan. El pare de Malalai, que era pastor, i el seu promés es van unir a l'exèrcit d'Ayub Khan durant la gran ofensiva contra les forces anglo-índies al juliol de 1880 i, com moltes dones afganeses, Malalai, que llavors tenia entre 18 i 19 anys, hi va participar subministrant-los aigua i armes.

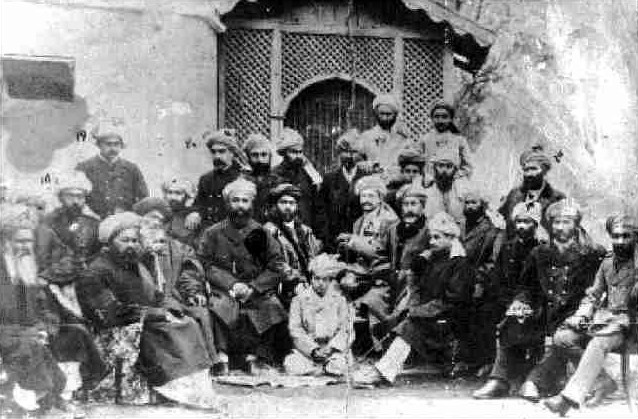
Els comandants afganesos el 2 de setembre de 1880, aproximadament un mes després de la seua victòria a la batalla de Maiwand.

Quan Malalai es va adonar que l'exèrcit afganés perdia la moral malgrat ser numèricament superior, es va adreçar als soldats, tot atiant-los amb frases d'ànim encoratjadores, cosa que va inspirar els combatents afganesos a redoblar els seus esforços. Llavors, quan un abanderat va ser abatut en primera línia, Malalai va agafar la bandera afganesa i, onejant-la davant de les tropes, (algunes versions afirmen que va utilitzar el seu vel com a senyera), va improvisar un landai.
Les paraules de Malalai van dur els seus compatriotes a la victòria, però ella fou ferida i colpejada fins a la mort.
Després de la batalla, Malalai fou honrada pel valor que hi havia mostrat i enterrada al seu poble natal, on encara hi ha la seua tomba.